# Saint-Pierre-de-Chevillé
Saint-Pierre-de-Chevillé est une commune française, située dans le département de la Sarthe en région Pays de la Loire, peuplée de 339 habitants.
La commune fait partie de la province historique du Maine, et se situe dans le Haut-Maine.

## Géographie
Saint-Pierre-de-Chevillé est une commune du sud de la Sarthe, située à 7 km de Château-du-Loir, 40 km de Tours et 50 km du Mans.
La petite rivière de Mézières, venant de Saint-Aubin-le-Dépeint (Indre-et-Loire) limite le territoire à l'ouest-sud-ouest sur un trajet de 2 kilomètres environ. Sur cette rivière un ancien moulin à blé : le moulin de Roisson.
Le sol est accidenté par trois chaînons de collines qui limitent le territoire à l'est et à l'ouest, et le traversent par son centre, du nord au sud. Toute la commune repose sur la craie tuffeau.
| Nogent-sur-Loir                         | Dissay-sous-Courcillon                        | Dissay-sous-Courcillon                        |
| Saint-Aubin-le-Dépeint (Indre-et-Loire) | Saint-Pierre-de-Chevillé                      | Saint-Christophe-sur-le-Nais (Indre-et-Loire) |
| Saint-Aubin-le-Dépeint (Indre-et-Loire) | Saint-Christophe-sur-le-Nais (Indre-et-Loire) | Saint-Christophe-sur-le-Nais (Indre-et-Loire) |

### Climat
Pour des articles plus généraux, voir Climat des Pays de la Loire et Climat de la Sarthe.
En 2010, le climat de la commune est de type climat océanique dégradé des plaines du Centre et du Nord, selon une étude du CNRS s'appuyant sur une série de données couvrant la période 1971-2000. En 2020, Météo-France publie une typologie des climats de la France métropolitaine dans laquelle la commune est dans une zone de transition entre le climat océanique et le climat océanique altéré et est dans la région climatique  Moyenne vallée de la Loire, caractérisée par une bonne insolation (1 850 h/an) et un été peu pluvieux. 
Pour la période 1971-2000, la température annuelle moyenne est de 11,1 °C, avec une amplitude thermique annuelle de 14,7 °C. Le cumul annuel moyen de précipitations est de 689 mm, avec 11,3 jours de précipitations en janvier et 7 jours en juillet. Pour la période 1991-2020, la température moyenne annuelle observée sur la station météorologique de Météo-France la plus proche, sur la commune de Saint-Christophe-sur-le-Nais à 4 km à vol d'oiseau, est de 12,1 °C et le cumul annuel moyen de précipitations est de 682,2 mm,. Pour l'avenir, les paramètres climatiques de la commune estimés pour 2050 selon différents scénarios d'émission de gaz à effet de serre sont consultables sur un site dédié publié par Météo-France en novembre 2022.

## Urbanisme

### Typologie
Au 1er janvier 2024, Saint-Pierre-de-Chevillé est catégorisée commune rurale à habitat dispersé, selon la nouvelle grille communale de densité à sept niveaux définie par l'Insee en 2022.
Elle est située hors unité urbaine et hors attraction des villes,.

### Occupation des sols
L'occupation des sols de la commune, telle qu'elle ressort de la base de données européenne d’occupation biophysique des sols Corine Land Cover (CLC), est marquée par l'importance des territoires agricoles (97,5 % en 2018), une proportion identique à celle de 1990 (97,5 %). La répartition détaillée en 2018 est la suivante : 
terres arables (66 %), zones agricoles hétérogènes (19,8 %), prairies (9,1 %), cultures permanentes (2,6 %), zones urbanisées (2,2 %), forêts (0,3 %). L'évolution de l’occupation des sols de la commune et de ses infrastructures peut être observée sur les différentes représentations cartographiques du territoire : la carte de Cassini (XVIIIe siècle), la carte d'état-major (1820-1866) et les cartes ou photos aériennes de l'IGN pour la période actuelle (1950 à aujourd'hui).

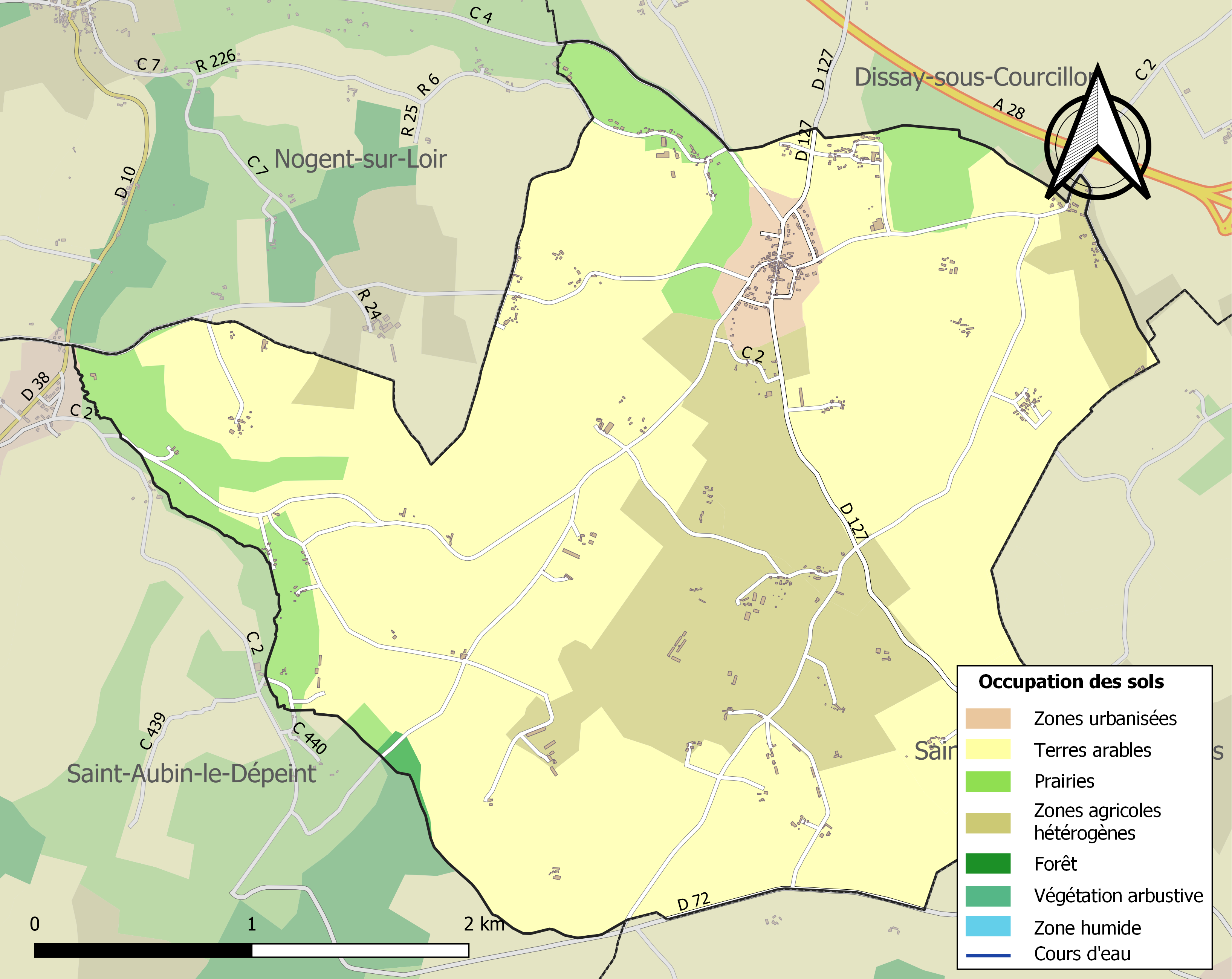
Carte des infrastructures et de l'occupation des sols de la commune en 2018 (CLC).

## Toponymie
Saint-Pierre-de-Chevillé, eccl. S. Petri en 1050-1053 : la paroisse est dédiée à l'apôtre Pierre, premier pape. D'après Julien Rémy Pesche (1841), la commune tirerait son nom du jeu du papegai, appelé aussi oiseau de bois chevillé.
Le gentilé est Chevillais.

## Politique et administration
| Période                                  | Période  | Identité          | Étiquette | Qualité                       |
| ---------------------------------------- | -------- | ----------------- | --------- | ----------------------------- |
| 1995                                     | 2014     | Béatrice Pavy     | UMP       | Députée, conseillère générale |
| 2014                                     | En cours | Michelle Boussard |           | Enseignante retraitée         |
| Les données manquantes sont à compléter. |          |                   |           |                               |

Le conseil municipal est composé de onze membres dont le maire et un adjoint.

## Démographie
L'évolution du nombre d'habitants est connue à travers les recensements de la population effectués dans la commune depuis 1793. Pour les communes de moins de 10 000 habitants, une enquête de recensement portant sur toute la population est réalisée tous les cinq ans, les populations de référence des années intermédiaires étant quant à elles estimées par interpolation ou extrapolation. Pour la commune, le premier recensement exhaustif entrant dans le cadre du nouveau dispositif a été réalisé en 2005.
En 2022, la commune comptait 339 habitants, en évolution de −7,12 % par rapport à 2016 (Sarthe : −0,25 %, France hors Mayotte : +2,11 %).
Saint-Pierre-de-Chevillé a compté jusqu'à 923 habitants en 1806. Elle est la commune la moins peuplée du canton de Château-du-Loir.
| 1793 | 1800 | 1806 | 1821 | 1831 | 1836 | 1841 | 1846 | 1851 |
| ---- | ---- | ---- | ---- | ---- | ---- | ---- | ---- | ---- |
| 711  | 670  | 923  | 903  | 854  | 814  | 794  | 814  | 778  |

| 1856 | 1861 | 1866 | 1872 | 1876 | 1881 | 1886 | 1891 | 1896 |
| ---- | ---- | ---- | ---- | ---- | ---- | ---- | ---- | ---- |
| 742  | 708  | 701  | 673  | 668  | 671  | 667  | 663  | 654  |

| 1901 | 1906 | 1911 | 1921 | 1926 | 1931 | 1936 | 1946 | 1954 |
| ---- | ---- | ---- | ---- | ---- | ---- | ---- | ---- | ---- |
| 619  | 600  | 595  | 496  | 479  | 467  | 459  | 445  | 460  |

| 1962 | 1968 | 1975 | 1982 | 1990 | 1999 | 2005 | 2006 | 2010 |
| ---- | ---- | ---- | ---- | ---- | ---- | ---- | ---- | ---- |
| 446  | 429  | 380  | 369  | 319  | 342  | 355  | 353  | 360  |

| 2015 | 2020 | 2022 | - | - | - | - | - | - |
| ---- | ---- | ---- | - | - | - | - | - | - |
| 366  | 344  | 339  | - | - | - | - | - | - |

## Lieux et monuments
- Presbytère de Saint-Pierre-de-Chevillé du XVIe siècle, inscrit au titre des monuments historiques depuis le 20 janvier 1926[21].
- Église Saint-Pierre du XIe siècle.
- Motte castrale.